# Titularbistum Villa Nova
Das Bistum Villa Nova (italienisch diocesi di Villanova, lateinisch Dioecesis Villanovensis) ist ein ehemaliges Bistum der römisch-katholischen Kirche und heute ein Titularbistum.
Villa Nova war eine antike Stadt in der römischen Provinz Mauretania Caesariensis im Norden von Algerien.
| Titularbischöfe von Villa Nova |                         |                                   |                 |                  |
| Nr.                            | Name                    | Amt                               | von             | bis              |
| 1                              | Santo Bartolomeo Quadri | Weihbischof in Pinerolo (Italien) | 17. März 1964   | 10. Februar 1973 |
| 2                              | Anthony Francis Mestice | Weihbischof in New York (USA)     | 5. März 1973    | 30. April 2011   |
| 3                              | Matteo Maria Zuppi      | Weihbischof in Rom (Italien)      | 31. Januar 2012 | 27. Oktober 2015 |
| 4                              | Mirosław Milewski       | Weihbischof in Płock (Polen)      | 23. Januar 2016 |                  |